# 다테베촌
다테베촌(建部村)은 미에현 아노군에 설치되었던 촌이다. 현재의 쓰시의 동쪽, 이세만 연안에 해당한다. 

## 역사
- 1889년 4월 1일 - 정촌제 시행에 의해 아노군 다테베촌이 성립하였다.
- 1909년 4월 1일 - 쓰시에 편입해, 동일 다테베촌은 폐지되었다.

## 참고문헌
- 角川日本地名大辞典 24 三重県